# Martin-chasseur bec-en-cuillère
Dacelo rex
Espèce
Statut de conservation UICN

 LC  : Préoccupation mineure
Le Martin-chasseur bec-en-cuillère (Dacelo rex) est une espèce d'oiseau de la famille des Alcedinidae.

## Répartition
Cet oiseau est endémique de Nouvelle-Guinée. Il vit principalement à travers les collines forestières peu élevées, mais a aussi été observé près du niveau de la mer et jusqu'à une altitude de 2 400 m.